# Коньков, Василий Фомич
Василий Фомич Коньков (12 апреля 1901 — 27 марта 1993) — советский военачальник, генерал-майор (1940).

## Биография
Родился в 1901 году в селе Троицкое Рязанской губернии. С малых лет батрачил на местных кулаков. С 1915 года работал подручным рабочим на котельном заводе инженера Бари в Москве.
Летом 1917 года вступил в заводскую дружину Красной Гвардии. В её составе участвовал в Октябрьском вооружённом восстании в Москве. С апреля 1918 года работал в одном из коммунальных парков в Москве. В апреле 1919 года уехал в родное село Троицкое из-за болезни матери, работал в местном сельсовете.
В Красной Армии с марта 1920 года. Служил в 4-м запасном стрелковом полку в Твери. Участник Гражданской войны и советско-польской войны с июня 1920 года, когда был зачислен в команду пешей разведки 509-го стрелкового полка 16-й армии Западного фронта. Был тяжело ранен под Брестом, до января 1921 года находился в госпитале, затем направлен в Рязань.
Окончил полковую школу 4-го запасного стрелкового полка в Рязани в мае 1921 года. С этого времени до сентября 1924 года служил в Отдельном учебно-образцовом полку (затем переименован в 40-й стрелковый полк) во Владимире: старшина роты, помощник командира взвода, командир взвода, помощник командира роты.
В 1925 году окончил повторные курсы среднего комсостава при Московской пехотной школе имени Ашенбренера и в сентябре этого года направлен в 2-й Вятский территориальный полк Московского военного округа: командир роты, начальник батальона полковой школы. Там служил до ноября 1930 года, затем вновь учился. В 1931 году окончил Стрелково-тактические курсы усовершенствования комсостава РККА имени III Коминтерна «Выстрел». После их окончания продолжил службу в частях Московского ВО: с октября 1931 начальник полковой школы 145-го стрелкового полка, с марта 1933 — начальник штаба этого полка. С октября 1937 года командовал полком 251-м стрелковым полком 84-й стрелковой дивизии Московского ВО (Тула), с августа 1938 года — командир этой дивизии. В августе 1938 года был назначен командиром 84-й стрелковой дивизии. Член ВКП(б) с 1926 года.
Участник советско-финской войны, на которую дивизия была направлена в полном составе и участвовала в прорыве Линии Маннергейма на Карельском перешейке. За отличия награждён орденом Красного Знамени. По окончании военных действий дивизия переведена в Прибалтийский особый военный округ.
С июля 1940 года — командир 115-й стрелковой дивизии Прибалтийского ОВО, которая тогда дислоцировалась в г. Тельшай, с декабря в Кингисеппе, с марта 1941 на Карельском перешейке.
Участник Великой Отечественной войны с июня 1941 года. Участвовал в боях на Карельском перешейке, там дивизия действовала в составе 19-го стрелкового корпуса 23-й армии Северного фронта.  К концу августа дивизия была оттеснена финскими войсками к побережью Ладожского озера, откуда кораблями Ладожской военной флотилии эвакуирована под Ленинград. Заняв оборону по рубежу реки Нева, дивизия 6 октября с боем форсировала Неву и захватила плацдарм у населённого пункта Невская Дубровка. Имея задачу в ходе Синявинской наступательной операции с плацдарма у  Невской Дубровки наступать навстречу войскам 54-й армии и прорвать блокаду Ленинграда, в эти дни Коньков был назначен командующим войсками Невской оперативной группы. Ему были подчинены ряд других дивизий. Однако из-за упорного сопротивления немецких войск и несоразмерности сил для решения поставленных задач, за месяц упорных боёв войска под его командованием практически не смогли продвинуться вперёд, понеся в неподготовленных атаках большие потери. В начале ноября отстранён от командования.
25 ноября 1941 года назначен заместителем командующего по тылу 30-й армией на Калининском и Западном фронтах, участвовал в битве за Москву и Ржевско-вяземской наступательной операции. С февраля 1942 года — заместитель командующего по тылу 39-й армией Калининского фронта, продолжавшей участвовал в наступательных и оборонительных операциях на ржевском направлении. С сентября 1942 года — заместитель командующего по тылу 29-й армией Западного фронта.
С февраля 1943 года до конца войны — заместитель командующего по тылу 1-й танковой армии (с 25 апреля 1944 года — 1-я гвардейская танковая армия). В рядах её участвовал в большом количестве важнейших операциях войны: в Курской битве, в Житомирско-Бердичевской, Проскуровско-Черновицкой, Львовско-Сандомирской, Висло-Одерской, Восточно-Померанской, Берлинской наступательных операциях.
После войны продолжил службу заместителем командующего по тылу 1-й гвардейской танковой армии (с июня 1946 года — 1-я гвардейская механизированная армия). С апреля 1948 года учился на Высших академических курсах при Высшей военной академии имени К. Е. Ворошилова, в декабре переведён учиться на основном курсе академии. Окончил её в 1949 году.
С декабря 1949 года — заместитель командующего по тылу — начальник тыла Закавказского военного округа. С февраля 1952 года — начальник Управления службы тыла Военного министерства СССР, с мая 1953 — заместитель начальника штаба Тыла Минобороны СССР. В апреле 1954 года назначен старшим военным советником начальника тыла Войска Польского. С мая 1955 года — генерал-инспектор инспекции тыла Главной инспекции Министерства обороны СССР. В августе 1957 года уволен в запас.
Жил в Москве, был председателем Клуба военных книголюбов московского Дома военной книги. Написал книгу мемуаров. Активно участвовал в ветеранском движении, несколько лет был председателем Совета ветеранов 1-й гвардейской танковой армии.
Избирался депутатом Верховного Совета РСФСР 1-го созыва (1938—1947).
Умер в 1993 году в Москве. Похоронен на Ново-Кунцевском кладбище.

## Воинские звания
- Майор — 29 января 1936;
- Полковник — 20 марта 1938;
- Комбриг — 4 ноября 1938;
- Генерал-майор — 4 июня 1940.

## Награды
- орден Ленина (30.04.1945)
- пять орденов Красного Знамени (21.03.1940, 10.01.1944 за полное обеспечение боевых частей ГСМ, продовольствием и обмундированием[2], 29.05.1944[3], 3.11.1944, …)
- орден Богдана Хмельницкого 2-й степени (25.08.1944)[4]
- два ордена Отечественной войны 1-й степени (31.05.1945[5], 11.03.1985[6])
- медаль «За оборону Ленинграда»[7](08.1943)
- медаль «За оборону Москвы»[8](12.1944)
- медаль «За освобождение Варшавы»
- медаль «За взятие Берлина»
- другие медали

## Сочинения
- В. Ф. Коньков. Время далекое и близкое. — М.: Воениздат, 1985. — 208 с. — (Военные мемуары).
- В. Ф. Коньков. На Невском пятачке // Пароль — «Победа!». — Л.: Лениздат, 1969. — С. 107—116. — 648 с. — (Воспоминания об участии авиации в обороне города, Ленинград, оборона 1941—1944 гг. Воспоминания и записки). — 90 000 экз.